# Dalton Wagner
Dalton Wagner (Rockford, 5 ottobre 1998) è un giocatore di football americano statunitense che milita nel ruolo di offensive tackle per i Las Vegas Raiders della National Football League (NFL). Al college ha giocato per l'Università dell'Arkansas.

## Carriera universitaria
Wagner, originario di Rockford in Illinois, crebbe a Spring Grove. Cominciò a giocare a football nella locale Richmond-Burton High School dove fu titolare per tre stagioni e fu valutato come un prospetto medio-alto (tre stelle su cinque) per il college football. Wagner andò a giocare per l'Università dell'Arkansas con i Razorbacks impegnati nella Southeastern Conference (SEC) della Divisione I del Football Championship Subdivision (FCS) della NCAA.
Nel suo primo anno con i Razorbacks, il 2017, Wagner fu redshirt, poteva quindi allenarsi con la squadra ma non disputare partite ufficiali. La stagione successiva entrò in squadra giocando 11 partite da riserva, poi nel 2019 divenne titolare giocando tutte le partite stagionali.  Nel 2020, stagione accorciata a causa della pandemia di COVID-19, giocò in 8 gare. Nella stagione 2021 giocò 10 gare, saltandone tre per un infortunio, aiutando i Razorbacks ad essere la migliore squadra delle cinque migliori conference (Power Five) per yard guadagnate su corsa per gara. Nel dicembre 2021 Wagner firmò un accordo per una futura collaborazione con la WWE. Nel 2022 Wagner sfruttò l'ulteriore anno di eleggibilità concesso dalla NCAA ai giocatori che avevano giocato la stagione 2020 limitata dal COVID-19, tornando per un ultimo anno a giocare con i Razorbacks venendo nominato capitano della squadra. Giocò da titolare tutte e 12 le partite stagionali venendo inserito nel First-Team All-SEC (da Pro Football Focus) e nel Second-Team All-SEC dall'Associated Press.
Terminata la carriera al college con 40 gare giocate da titolare e pronto a passare tra i professionisti, Wagner partecipò all'East-West Shrine Bowl, partita che permette ai migliori prospetti uscenti dal college di mostrare le proprie qualità agli osservatori della NFL.
Premi e riconoscimenti
- Second-Team All-SEC (2022)

Statistiche al college
| Stagione | Stagione | Stagione   | Stagione   | Stagione | Stagione |
| Anno     | Squadra  | Campionato | Conference | P        | PT       |
| -------- | -------- | ---------- | ---------- | -------- | -------- |
| 2017     | Arkansas | FCS Div. I | SEC        | 0        | 0        |
| 2018     | Arkansas | FCS Div. I | SEC        | 11       | 1        |
| 2019     | Arkansas | FCS Div. I | SEC        | 12       | 12       |
| 2020     | Arkansas | FCS Div. I | SEC        | 8        | 5        |
| 2021     | Arkansas | FCS Div. I | SEC        | 10       | 10       |
| 2022     | Arkansas | FCS Div. I | SEC        | 12       | 12       |
| Totale   | Totale   | Totale     | Totale     | 53       | 40       |

Fonte: ArkansasRazorbacks.com

## Carriera professionistica

### Las Vegas Raiders
Wagner, malgrado le aspettative di essere selezionato nel corso degli ultimi giri del Draft NFL 2023, non fu invece scelto e il 12 maggio 2023 firmò da undrafted free agent con i Las Vegas Raiders un accordo triennale da 2,7 milioni di dollari.
Il 29 agosto 2023 Wagner fu inserito nella lista riserve/infortunati, saltando l'intera stagione 2023.
Prima dell'avvio della stagione 2024 non rientrò nel roster attivo iniziale dei Raiders e il 27 agosto 2024 fu svincolato, per poi essere aggregato alla squadra di allenamento il giorno successivo, dove rimase per l'intera annata.
Il 6 gennaio 2025, al termine della stagione regolare, Wagner firmò da riserva/contratto futuro.